# Thymus serpyllum
Il serpillo (Thymus serpyllum L.), anche detto pepolino, pipernia o timo selvatico è una pianta appartenente alla famiglia delle Lamiaceae. Comune in tutta Europa e Nord Africa, è una delle specie di timo più diffusa, utilizzata da secoli per scopi culinari, ornamentali e medicinali.

## Morfologia

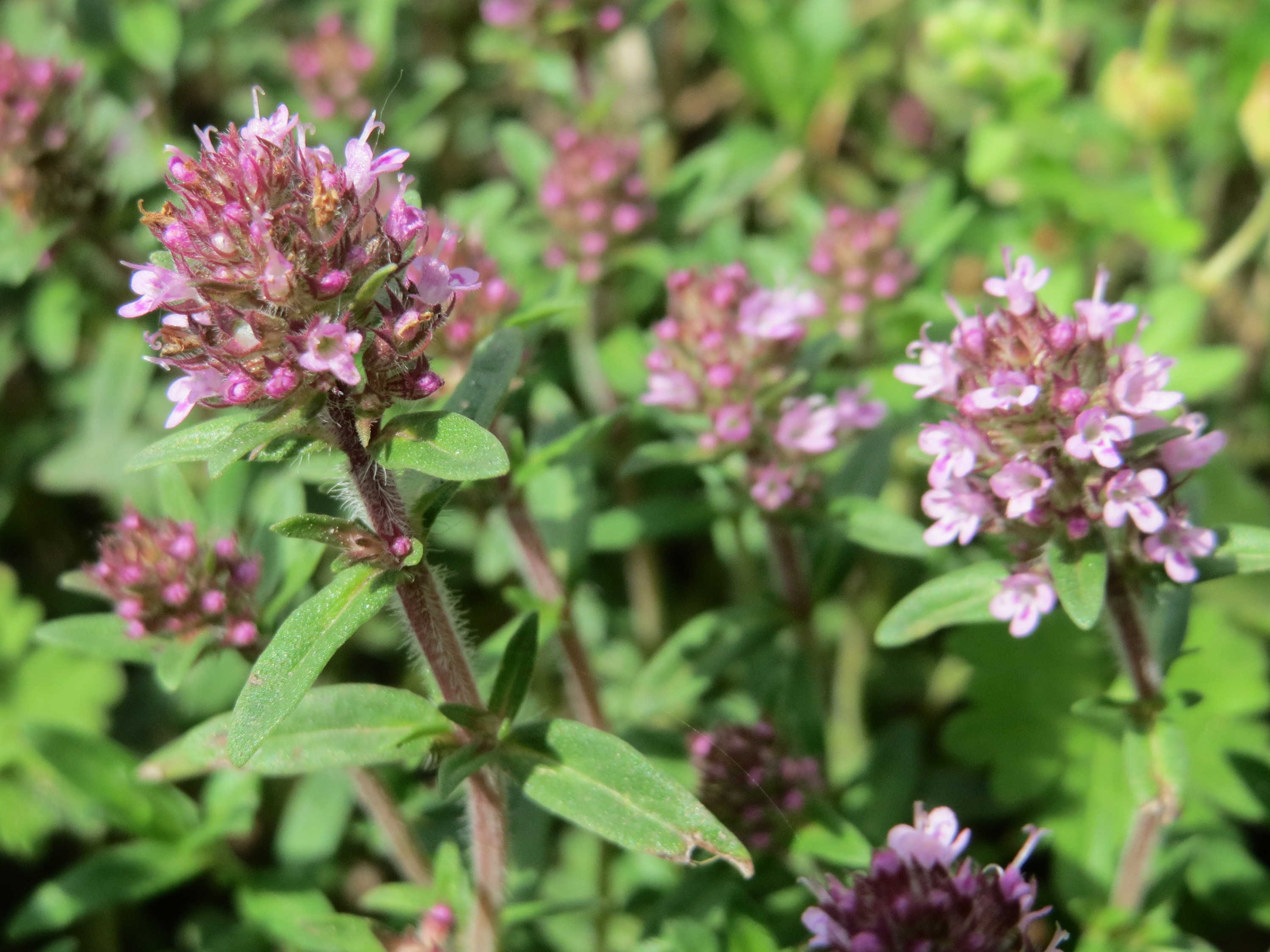
Infiorescenza di Timo serpillo

È una pianta erbacea strisciante, molto variabile, alta da 10 fino a 30 cm.
Fusti prostrati striscianti o ascendenti, sottili, radicanti, ramosi.
Foglie piccole da lineari ad ellittiche, cigliate alla base, piane.
Fiori piccoli, a corolla bilabiata, in spicastri corti apicali. Colore variabile dal bianco al rosa al violetto. La fioritura dura un mese circa, in un periodo variabile tra aprile e settembre.

## Distribuzione e habitat
Molto diffusa in Europa, anche al Nord (si trova anche in Islanda), come in tutto il Mediterraneo e in Asia.
Cresce in terreni ben drenati, sabbiosi, su pendii soleggiati, nella boscaglia, fino a 2600 m s.l.m. di altitudine.

## Varietà
Si conoscono molte varietà, che differiscono per periodo di fioritura, profumo e colorazione delle foglie.

## Coltivazione
Si riproduce per seme, si moltiplica più frequentemente per propaggine in estate, o per talea in primavera o autunno.
Si coltiva in terreno ben drenato; su suolo compatto ha apparato radicale superficiale, per cui gradisce annaffiature regolari.

## Usi
Questa varietà di timo è una buona pianta mellifera, molto bottinata dalle api che ne ricavano anche un miele monoflora.
Il serpillo è un piacevolissimo compagno di piccoli giardini, per la robustezza, il profumo e la fioritura. Vi sono alcune varietà nane che si possono usare come tappeto erboso.
È molto usato in cucina, come molte altre specie di timo. In particolare, per le sue proprietà antibatteriche, è molto utile per aiutare la digestione e ridurre la fermentazione intestinale, ad esempio, accompagnando un piatto di fagioli.
Nelle valli valdesi sopra Pinerolo (provincia di Torino) viene prodotto il sërpoul o serpùl, come viene chiamato questo timo nella locale parlata occitana: liquore tradizionale della zona, ottenuto per macerazione alcolica del fiore della pianta e successiva aggiunta di sciroppo di zucchero. I fiori sono raccolti ad alta quota nelle zone di Pellice, Chisone e Germanasca.
Ad Ischia è utilizzato per produrre la pipernella, caratteristico liquore ottenuto per infusione della pipernia nell'alcool.
Nella Valdaso, nella zona di Monte Rinaldo, è prodotto un particolare tipo di formaggio pecorino utilizzando caglio aromatizzato da varie erbe aromatiche tra cui il timo serpillo.

### Fitoterapia
Usatissimo in fitoterapia, come altre specie di timo. Il serpillo differisce dal timo comune per la proporzione dei principi attivi contenuti, che comunque, all'interno della stessa specie, varia notevolmente.
Principi attivi:
- timolo
- carvacrolo
- cineolo
- tannini
- saponina
- resine flavoni